# Jordan Swing
Jordan Tyler Swing (nacido el 31 de diciembre de 1990 en Vestavia Hills, Alabama) es un jugador de baloncesto estadounidense que pertenece a la plantilla de los Soles de Mexicali de la Liga Nacional de Baloncesto Profesional de México. Con 1,98 metros de estatura, juega en la posición de escolta.

## Trayectoria deportiva

### Universidad
Swing empezó su formación NCAA en la universidad de Western Kentucky el primer año y tras no tener demasiadas oportunidades militó los tres siguientes en la Universidad de Alabama en Birmingham.

### Profesional
Consiguió un primer contrato profesional en los Canton Charge de la D-League, hasta ser cortado en enero e incorporarse a los Lakeside Lightnings de la segunda división de Australia donde brilló con unos promedios, en 26 partidos disputados, de 27 puntos (51% en tiros de dos, 36,4% en tiros de tres y 85,7% en tiros libres), 8.1 rebotes y 4.8 asistencias para una valoración media de 26.2.
En verano de 2015, firma con el UFA Oviedo, debutando en el básquet español con el equipo ovetense de LEB Oro, competición en la que tiene unos promedios de 18.6 puntos, 4.7 rebotes y 2.5 asistencias por encuentro, con un 50% en triples y 60% en tiros de 2.
En enero de 2016, firma en el CAI Zaragoza hasta el final de la temporada con opción a una segunda por parte del club. El jugador deja el Unión Financiera Baloncesto Oviedo de LEB Oro, siendo el tercer máximo anotador de la segunda división del baloncesto español con 17.8 puntos (60.2% en T2, 50 % en triples y 78.7% TL), así como el quinto jugador más valorado (18.3), gracias a también a los 4.5 rebotes y 2.4 asistencias con los que completa su estadística. De entre todos los partidos que ha disputado el exterior de Alabama en España destacan los 42 puntos (8/9 en triples) y 48 de valoración que consiguió en la victoria frente al Leyma Basquet Coruña (98-95), que suponen los topes de la competición esta temporada.
En el CAI aportó 3.1 puntos y 1.8 rebotes en la liga Endesa, y 4.2 puntos y 1.0 rebote en la Eurocup. En agosto de 2016, Jordan Swing cambia Zaragoza por el Limburg United belga.En Zaragoza disputó 15 encuentros con una aportación más discreta en los apenas 10 minutos que promedió en cancha.
En julio de 2017, el Betis trae al jugador de vuelta a LEB Oro. Pero el 23 de agosto, llega a un acuerdo de rescisión de contrato con el club, firmando ese mismo día con el Gipuzkoa Basket de la Liga ACB.
El 12 de julio de 2018, se marcha a Israel y firma con el Hapoel Be'er Sheva de la Premier League Israelí. En abril de 2019, participa en el All-Star Event.
El 6 de julio de 2019, firma por un año con Maccabi Rishon LeZion. El 27 de febrero de 2020, tras rescindir contrato con Rishon, firma con Maccabi Haifa para el resto de la temporada.
El 29 de agosto de 2020, firma con el Hamburg Towers de la Basketball Bundesliga.
En 2021, se marcha a México a los Soles de Mexicali de la LNBP.
El 26 de noviembre de 2021, firma con el BC Kiev de la Ukrainian Basketball SuperLeague.
El 4 de noviembre de 2022, Swing fue incluido en la plantilla de la noche de apertura de los Birmingham Squadron.
El 1 de marzo de 2024, firma por el Baloncesto Fuenlabrada de la Liga LEB Oro.
El 15 de junio de 2024, firma por los Soles de Mexicali de la Liga Nacional de Baloncesto Profesional de México.